# پاتوک
پاتوک (به لاتین: Patoc) یک کوه در فیلیپین است که در منطقه اداری کوردیلرا واقع شده‌است. پاتوک ۱٬۸۶۵ متر بالاتر از سطح دریا واقع شده‌است.